# Bioclimatologia
La bioclimatologia è l'analisi teorica e la ricerca sperimentale dei rapporti che intercorrono, in periodi di tempo piuttosto lunghi, tra gli eventi atmosferici e gli organismi viventi, sia nel loro ambiente che altrove, per studiarne il maggior numero di effetti, sotto l'aspetto fisico, fisiologico, preventivo e terapeutico.

## Differenze rispetto alla biometeorologia
La biometeorologia è una scienza che si pone a metà strada fra la meteorologia e la medicina. Si occupa di fornire informazioni che indichino situazioni più o meno favorevoli alla vegetazione, agli animali e all'uomo, al fine della loro esistenza ed evoluzione.

## I bioclimi d'Italia
Sono tantissimi i fattori che determinano il clima dell'Italia. Tra questi, di importanza cruciale è il fattore latitudine, essendo l'Italia compresa tra il 36º ed il 47º grado di latitudine Nord, nel pieno della cosiddetta fascia delle medie latitudini temperate, dove prevalgono le correnti occidentali, apportatrici di masse d'aria di origine oceanica. Un altro fattore che riveste essenziale importanza nella distribuzione dei climi dell'Italia è il Mar Mediterraneo, un bacino chiuso che conserva acqua ed aria proprie influendo notevolmente su tutti i sistemi perturbati e le relative masse d'aria che vi giungono. Un terzo fattore è dato dalla complessa e frastagliata orografia del Paese: a Nord si erge l'arco alpino, con la sua forma arcuata e con i suoi notevoli massicci montuosi, che costituisce un ostacolo insuperabile per le fredde masse d'aria che giungono da Nord. Essendo poi l'Italia compresa nella fascia delle medie latitudini, subisce in modo esponenziale l'alternarsi delle stagioni. Si osservano due stagioni estreme (estate ed inverno) e due stagioni intermedie (primavera ed autunno).
Di seguito i singoli comparti bioclimatici d'Italia:
- Le alpi
- La valpadana
- La Liguria e l'alta Toscana
- L'alto e il medio adriatico
- La bassa Toscana e il Lazio
- Le regioni meridionali
- La Sicilia
- La Sardegna